# Hadim Mesih Paixà
Hadim Mesih Paixà (Khadim Mesih Mehmed Paixà, vers 1495-1589) fou un gran visir otomà que va ocupar el càrrec del 1585 al 1586.

## Biografia
Va fer carrera com agha blanc a la casa privada del sultà (enderun) i com els seus antecessors tenia molta influència sobre el sultà. A la pujada al tron de Murat III el 1574 va rebre un càrrec i després fou beglerbegi d'Egipte que va governar durant cinc anys amb un èxit notable (1575-1580). El 1581 fou designat tercer visir i cridat a Istanbul. Özdemiroğlu Osman Pasha, el gran visir (1584-1585) va sortir en campanya el 28 de juliol de 1584 com a serdar o comandant en cap i Mesih fou elevat a segon visir i caimacan.
El gran visir va morir el 29 d'octubre de 1585 i el va succeir quan ja quasi tenia 90 anys, però al cap de cinc mesos i mig va dimitir (14 d'abril de 1586) per un desacord amb el sultà el qual refusava nomenar reis ul-kuttub a Küçuük Hasan Bey (candidat de Mesih) en el lloc de Hamza Efendi.
Es va retirar a la vida privada i va morir al cap de tres anys (1589), sent enterrat al barri de Karagümrük a Istanbul.